# 愉悅站 (莫斯科地鐵)
愉悅站（羅馬化：Otradnoye）是莫斯科地鐵謝爾普霍夫－季米里亞澤夫線的一個車站，開通於1991年。愉悅站內有數個馬賽克藝術品。